# Xenotrogus solomonensis
Xenotrogus solomonensis är en skalbaggsart som beskrevs av Moser 1919. Xenotrogus solomonensis ingår i släktet Xenotrogus och familjen Melolonthidae. Inga underarter finns listade i Catalogue of Life.